# Чума (фильм, 1992)
«Чума» (фр. La Peste) — кинофильм. Экранизация одноимённого произведения Альбера Камю.

## Сюжет
В южноамериканском городе начинается эпидемия бубонной чумы. Сначала из всех щелей лезут крысы, потом они погибают, и вскоре всё выходит из-под контроля. В городе паника. Власти решают изолировать город, объявить карантин, чтобы предотвратить массовую эпидемию по стране. Чуму используют и как обоснование для политических интриг. 

Из города безуспешно пытается сбежать французская теле-журналистка (Сандрин Боннер), её оператор (Жан-Марк Барр) и водитель (Рауль Хулия). 

Вместе с ещё двумя неравнодушными, писателем (Роберт Дюваль) и доктором (Уильям Хёрт), они решают сложные психологические, нравственные и этические вопросы.

## В ролях
В ролях кинофильма выступили следующие актёры:
- Уильям Хёрт — Доктор Бернар Рьё
- Сандрин Боннер — Мартина Рамбер
- Жан-Марк Барр — Жан-Тарру
- Роберт Дюваль — Джозеф Гранд
- Рауль Хулия — Коттард
- Хорхе Лус — Старый мужчина с кошками
- Виктория Теннант — Алисия Рьё
- Атилио Веронелли — Доктор Орасио
- Франциско Кокуцца — Мигель
- Лаура Палмуччи — Жена Мигеля
- Норман Эрлих — Доктор Кастель
- Маркос Воински — Доктор Грюневальд
- Дуилио Марцио — Судья Орбон
- Панчо Ибаньес — Диктор
- Орасио Фонтова — Дежурный
- Бруно Чмелик — Фелипе, сын судьи Орбона
- Моника Тозер — секретарь доктора Рьё
- Лаутаро Муруа — Отец Панелю
- Питер МакФарлейн — Хозе
- Лидия Каталано — Сара
- Фабиана Уриа — Тереза
- Норман Бриски — Проповедник
- Чина Соррилья — Эмма Рьё
- Хуана Идальго — Мистер Кастель
- Сильвина Чедьек — Диктор
- Веро́ника Ллинас — Стриптизёр